# Agit 883
Agit 883 56 51, sedermera förkortat till Agit 883, alternativ titel: Flugschrift für Agitation und Sozialistische Praxis, var en anarkistisk-libertariansk tidskrift som publicerades av aktivister inom den utomparlamentariska vänstern i Västberlin mellan 1969 och 1972. Numret 883 56 51 syftar på den första redaktionens telefonnummer.
Idén till tidskriften väcktes efter dödsskjutningen av Benno Ohnesorg i samband med en studentdemonstration i Västberlin den 2 juni 1967. Initialt var tidskriften marxistiskt orienterad och influerad av kritisk teori, men senare kom den alltmer att färgas av det anarkistiska budskapet.
Den i maj 1970 grundade Röda armé-fraktionens första kommuniké publicerades i tidskriften den 5 juni samma år. Den programmatiska texten Die Rote Armee aufbauen! författades av Holger Meins.
Redaktionens splittrade inställning till Röda armé-fraktionen samt flera konfiskeringar av tidskriften blev slutet för Agit 883 som utkom med sitt sista nummer i februari 1972. Efterföljare till Agit 883 var de kortlivade 883 Hannover (1972) och 883 Bremen (1973).